# Anwendungsprofil
In den Informationswissenschaften besteht ein Anwendungsprofil aus einer Reihe von Metadatenelementen, Richtlinien und Leitlinien, die für eine bestimmte Anwendung definiert sind.

## Beschreibung
Die Elemente können aus einer oder mehreren Elementgruppen stammen, so dass eine bestimmte Anwendung ihre funktionalen Anforderungen durch Verwendung von Metadaten aus mehreren Elementgruppen – einschließlich lokal definierter Gruppen – erfüllen kann. So kann eine bestimmte Anwendung beispielsweise eine Teilmenge des Dublin Core auswählen, die ihren Anforderungen entspricht, oder sie kann Elemente aus dem Dublin Core, eine andere Elementgruppe und mehrere lokal definierte Elemente in einem einzigen Schema zusammenfassen. Ein Anwendungsprofil ist nicht vollständig ohne eine Dokumentation, die die für die Anwendung geeigneten Richtlinien und Best Practices definiert. Ein weiteres Beispiel ist der juristische Dokumentenstandard Akoma Ntoso, der einen universellen Anwendungsbereich hat und sehr flexibel ist, was das Risiko mehrdeutiger Darstellungen birgt. Wenn der AKN in einem lokalen Bereich verwendet werden soll, kann es daher ratsam sein, die Gesamtflexibilität und Komplexität zu reduzieren, indem eine einheitliche Verwendung einer Teilmenge von AKN-XML-Elementen für den jeweiligen Anwendungsfall festgelegt wird.

## Vorteile
- Definiert einen für die Anwendung geeigneten Satz von Eigenschaften in einer öffentlichen und kommunizierbaren Weise. Dies ermöglicht den Aufbau von lose gekoppelten Systemen (d. h. unabhängig von den detaillierten Spezifikationen der anderen), die dennoch leistungsstarke Funktionen bieten.

## Nachteile
- Enger Anwendungsbereich, der die breite Anwendbarkeit eines Profils einschränken kann und auch die wahrscheinlichen Synergien aus der Wiederverwendung von Werkzeugen aus anderen Projekten außerhalb dieses Bereichs begrenzt.
- Im Vergleich zum Verfeinerungsansatz von Dublin Core (bei dem ein Kern-Eigenschaftssatz rückwärtskompatibel präzisiert werden kann) erfordert die Verwendung von Anwendungsprofilen, dass die Anwendungen diese Profile und ihre Wurzeln zumindest erkennen. Selbst wenn das Profil einfach auf Dublin Core basiert, was die Anwendung bereits versteht, nützt dies nichts, wenn die Anwendung nicht auch erkennt, dass dieses Profil als Dublin Core behandelt werden kann.

## Beispiel-Profile
- Bath Profile

Eine internationale Z39.50-Spezifikation für Bibliotheks-Anwendungen.
- e-GMS

UK e-Government Metadata Standard. Ein Anwendungsprofil des Dublin Core.